# Service fédéral de surveillance de la protection des droits des consommateurs et du bien-être humain
Le Service fédéral de surveillance de la protection des droits des consommateurs et du bien-être humain (Rospotrebnadzor) en russe : Федеральная служба по надзору в сфере защиты прав потребителей и благополучия человека (Роспотребнадзор) est une agence fédérale russe compétente en fédération de Russie pour les questions d'hygiène sociale et sanitaire, de santé publique et d'épidémiologie. Elle assure pour le compte de l'État le suivi et le contrôle de l'application de la réglementation sanitaire et organise et met en œuvre les mesures anti-épidémiques. Elle est également compétente dans le domaine de la protection des consommateurs.
L'organisme est chargé de l’élaboration de la stratégie de lutte contre le Covid-19. 